# Nordlichter: Geschichten zwischen Watt und Weltstadt
Nordlichter: Geschichten zwischen Watt und Weltstadt (Alternativtitel: Nordlichter: Geschichten zwischen Watt und Wellen) ist eine Fernsehserie von Wolfgang Staudte, die 1983 vom ZDF ausgestrahlt wurde.

## Handlung
Die vier Episoden schildern auf humorvolle Weise Geschehnisse aus einer typisch norddeutschen Welt, also der Welt der Nordlichter.

## Schauspieler
| Schauspieler      | Folge |
| ----------------- | ----- |
| Lieselotte Arnold | 2     |
| Paula Braend      | 3     |
| Gedeon Burkhard   | 3     |
| Michael Carl      | 3     |
| Uwe Dallmeier     | 2     |
| Ferdinand Dux     | 4     |
| Karin Eckhold     | 1     |
| Ida Ehre          | 2     |
| Lisa Fitz         | 3     |
| Michael Grimm     | 3     |
| Gert Haucke       | 3     |
| Werner Hinz       | 1     |
| Fritz Hollenbeck  | 2     |
| Horst Janza       | 3     |

| Schauspieler        | Folge |
| ------------------- | ----- |
| Gerda-Maria Jürgens | 4     |
| Rüdiger Kirschstein | 1     |
| Jörg Pleva          | 4     |
| Else Quecke         | 2     |
| Manfred Reddemann   | 1     |
| Heinz Reincke       | 4     |
| Eva Ingeborg Scholz | 1     |
| Christa Siems       | 4     |
| Suzanne von Borsody | 1     |
| Ingrid von Bothmer  | 2     |
| Hans Wagner         | 3     |
| Monika Werner       | 3     |
| Elisabeth Wiedemann | 2     |

## Episoden
Alle Folgen wurden 1983 ausgestrahlt. Sendetermin der ersten Episode war der 20. Februar.
| Folge | Titel                 |
| ----- | --------------------- |
| 1     | Die Vogelscheuche     |
| 2     | Siehnbohnsupp         |
| 3     | Ferienbekanntschaften |
| 4     | Auf, auf zum Himmel   |